# Дивошевци
Дивошевци су насељено место у саставу општине Велика Копаница у Бродско-посавској жупанији, Република Хрватска.

## Историја
До територијалне реорганизације у Хрватској налазили су се у саставу старе општине Славонски Брод.

## Становништво
На попису становништва 2011. године, Дивошевци су имали 296 становника.

## Попис1991.
На попису становништва 1991. године, насељено место Дивошевци је имало 334 становника, следећег националног састава:
| Попис 1991.‍ | Попис 1991.‍ | Попис 1991.‍ | Попис 1991.‍ | Попис 1991.‍ |
| ----------- | ----------- | ----------- | ----------- | ----------- |
|             |             |             |             |             |
| Хрвати      | Хрвати      |             | 320         | 95,80%      |
| Југословени | Југословени |             | 1           | 0,29%       |
| непознато   | непознато   |             | 13          | 3,89%       |
| укупно: 334 |             |             |             |             |